# 翠鴗科
翠鴗科（“鴗”读音lì，学名：Momotidae）是佛法僧目的一个科，现存6属10种，分布于美洲热带地区（新热带界）的森林中。本科的鸟类尾羽较长，在末端附近有段羽干上没有羽毛，形成一条像球拍一样的末端，为本科的一个显著特征。
- 短尾翠鴗属（Hylomanes）
  - 短尾翠鴗（Hylomanes momotula）
- 蓝喉翠鴗属 （Aspatha）
  - 蓝喉翠鴗（Aspatha gularis）
- Momotus
  - 高原翠鴗（Momotus aequatorialis）
  - 锈顶翠鴗（Momotus mexicanus）
  - 蓝顶翠鴗（Momotus momota）
- Baryphthengus
  - 棕翠鴗（Baryphthengus martii）
  - 棕顶翠鴗（Baryphthengus ruficapillus）
- Electron
  - 隆嘴翠鴗（Electron carinatum）
  - 阔嘴翠鴗（Electron platyrhynchum）
- 绿眉翠鴗属 （Eumomota）
  - 绿眉翠鴗（Eumomota superciliosa）

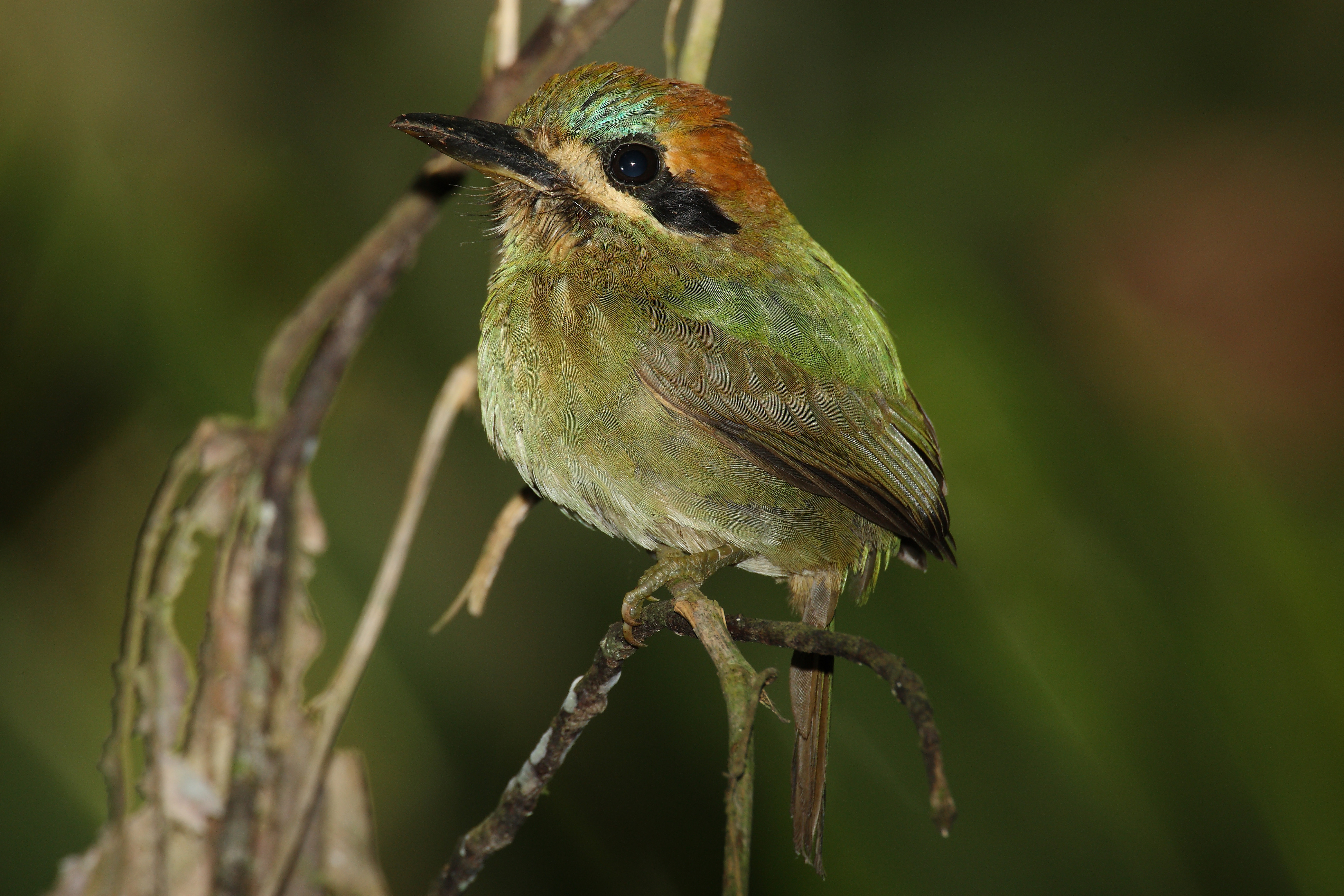
短尾翠鴗（Hylomanes momotula）
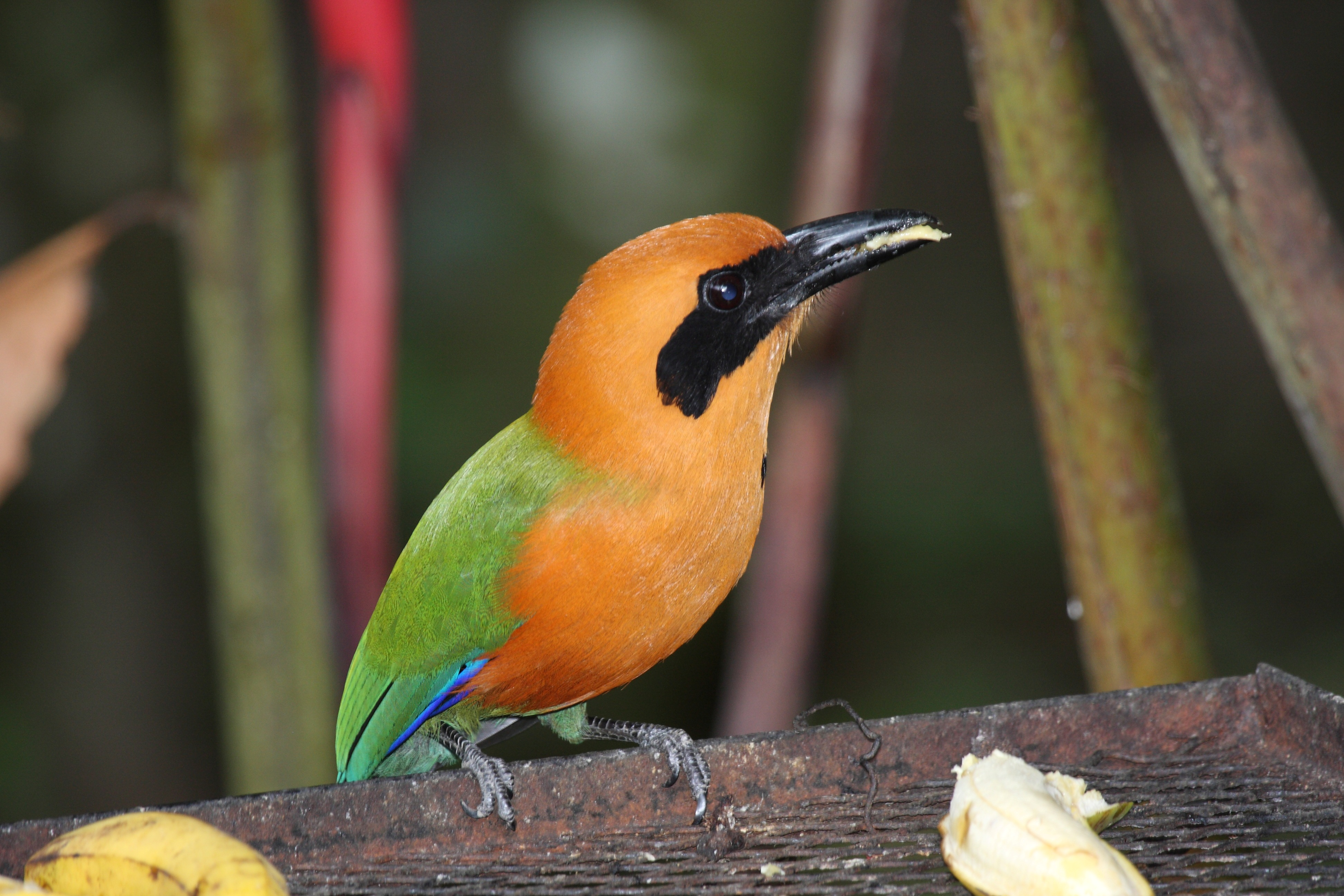
棕翠鴗（Baryphthengus martii）
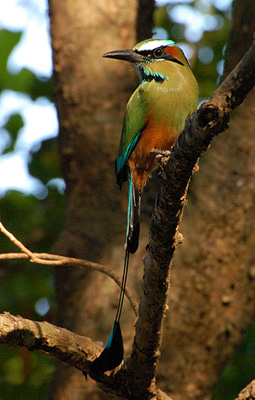
绿眉翠鴗（Eumomota superciliosa）
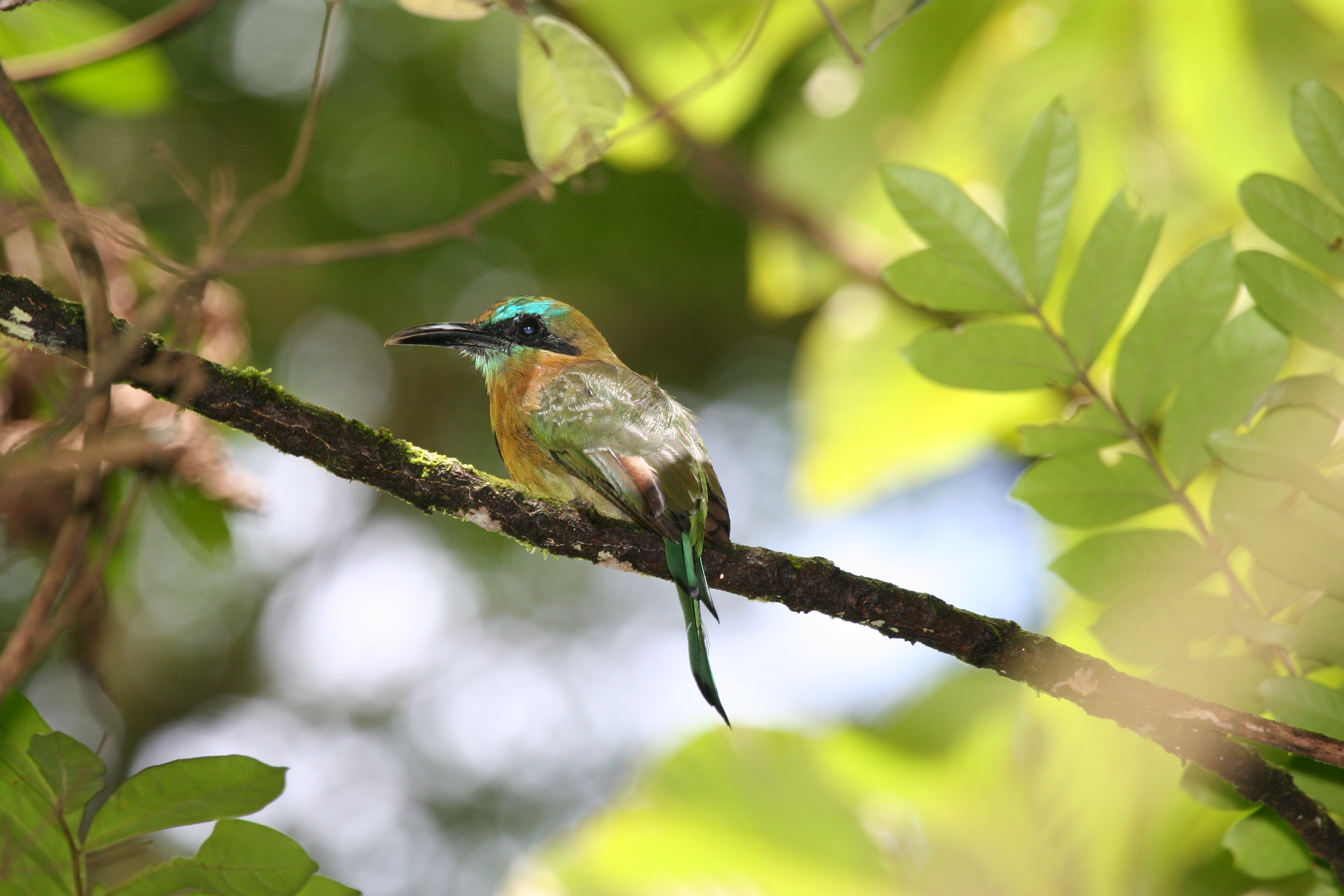
隆嘴翠鴗（Electron carinatum）